# Combate de Nioaque
O combate de Nioaque foi um confronto entre uma força de cavalaria brasileira de 200 homens e uma coluna paraguaia com cerca de 3 500 soldados, travado no dia 30 de dezembro de 1864, na região atual cidade de Nioaque, Mato Grosso do Sul, durante a Guerra do Paraguai. No contexto da Campanha do Mato Grosso, após o combate na Colônia Militar de Dourados, no sul da então Província de Mato Grosso, as forças paraguaias sob o comando do Coronel Francisco Isidoro Resquin, avançaram para o norte onde ocuparam a Colônia Militar de Miranda no dia 30 de dezembro. No dia seguinte, investiram contra a vila de Nioque, defendida por 200 cavaleiros sob o comando do tenente-coronel José Antônio Dias da Silva. Por iniciativa do comandante imperial, tentou-se negociar a paz entre as forças beligerantes, porém sem sucesso. O combate ocorreu de maneira rápida, com derrota dos brasileiros. Houve grande discrepância entre o número de baixas de ambos os combatentes, algo comum na guerra.